# 名古屋市立女子短期大学
名古屋市立女子短期大学（日语：／ Nagoya Shiritsu Joshi Tanki Daigaku *），简称市女短（しじょたん），是过去一所位于日本 爱知县名古屋市千种区的公立短期大学。

## 概要

### 简介
- 学校最早可以追溯到1947年[1]。短期大学为于1950年开办[1]、由名古屋市。招生到1995年、停办于1997年。

### 历史
- 1950年 名古屋女子短期大学成立并同时设置经济科、生活科、服装科[注 1]。
- 1950年 今年12月1日改名为名古屋市立女子短期大学。
- 1951年 校园迁到北区。
- 1963年 校园迁到中区。
- 1970年 9月校园迁到千种区。
- 1995年 结束招生。
- 1997年 今年3月31日停办。

## 学校环境
- 校区：在了爱知县名古屋市千种区

## 历任校长
- 大町文卫：第一代短期大学校长[2]
- 安川悦子：现在短期大学校长[3]。

## 组织

### 学科
- 经济科
- 生活科
- 服装科[注 1]

### 专科
| - 没有 |

### 业余课程
| - 没有 |

### 附属机关
| - 生活文化研究中心成立于1989年。 |

## 知名校友
- 角令子：日本放送协会播音员

## 相关链接
- 日本短期大学列表
- 名古屋市立保育短期大学：已停办
- 名古屋市立大学护理短期大学部：已停办
- 名古屋市立大学：后来校